# Gheorghe Mihali
Gheorghe Mihali (n. Baia-Borșa, Rumanía, 9 de diciembre de 1965) es un exfutbolista rumano, que jugaba de defensa y militó en diversos clubes de Rumania y Francia (único país en que jugó en el extranjero).

## Clubes
| Club            | País    | Año         |
| --------------- | ------- | ----------- |
| Olt Scornicești | Rumania | 1984 - 1989 |
| Inter Sibiu     | Rumania | 1989 - 1991 |
| Dinamo Bucarest | Rumania | 1991 - 1995 |
| Guingamp        | Francia | 1995 - 1998 |
| Dinamo Bucarest | Rumania | 1998 - 2001 |

## Selección nacional
Mihali jugó 31 partidos internacionales, para la selección nacional rumana y no anotó goles. Participó en el mundial de Estados Unidos 1994, donde la selección rumana llegó a su mejor participación en una copa del mundo: Cuartos de final. Mihali jugó 4 de los 5 partidos. También participó en la Eurocopa de Inglaterra 1996, donde su selección quedó eliminado en la primera fase.

## Participaciones en Copas del Mundo
| Mundial                        | Sede           | Resultado        |
| ------------------------------ | -------------- | ---------------- |
| Copa Mundial de Fútbol de 1994 | Estados Unidos | Cuartos de final |